# Ammopolia vinosa
Ammopolia vinosa är en fjärilsart som beskrevs av Charles Oberthür. Ammopolia vinosa ingår i släktet Ammopolia och familjen nattflyn. Inga underarter finns listade i Catalogue of Life.